# Bolbe pygmea
Bolbe pygmea es una especie de mantis de la familia Iridopterygidae.

## Distribución geográfica
Se encuentra en Australia.